# M1ガーランド
M1ガーランド（英語: M1 Garand）は、アメリカ合衆国のスプリングフィールド造兵廠が開発した半自動小銃である。アメリカ軍での制式名称は当初United States Rifle, Caliber .30, M1とされていたが、後にRifle, Caliber .30, M1と改められ、 US Rifle, Cal. .30, M1という略記も用いられた。
1936年にボルトアクションのM1903小銃に替わって採用され、1957年にM14小銃が採用されるまで、米軍の主力小銃であった。
M1ガーランドを指して、ジョージ・パットン将軍は「これまで考案された物の中では最も偉大な武具」（the greatest battle implement ever devised）、ダグラス・マッカーサー将軍は「我が軍に対する最も偉大な貢献の1つ」（one of the greatest contributions to our armed forces）などと賞賛したと伝えられている。
主力小銃として一線を退いた後も、いくつかの国では儀仗銃などとして利用し続けた。
なお、同じ.30口径で同じM1という形式名を持つ「M1カービン」が存在するが、使用弾薬、設計者、運用方法などは異なった別種の銃である。

## 開発

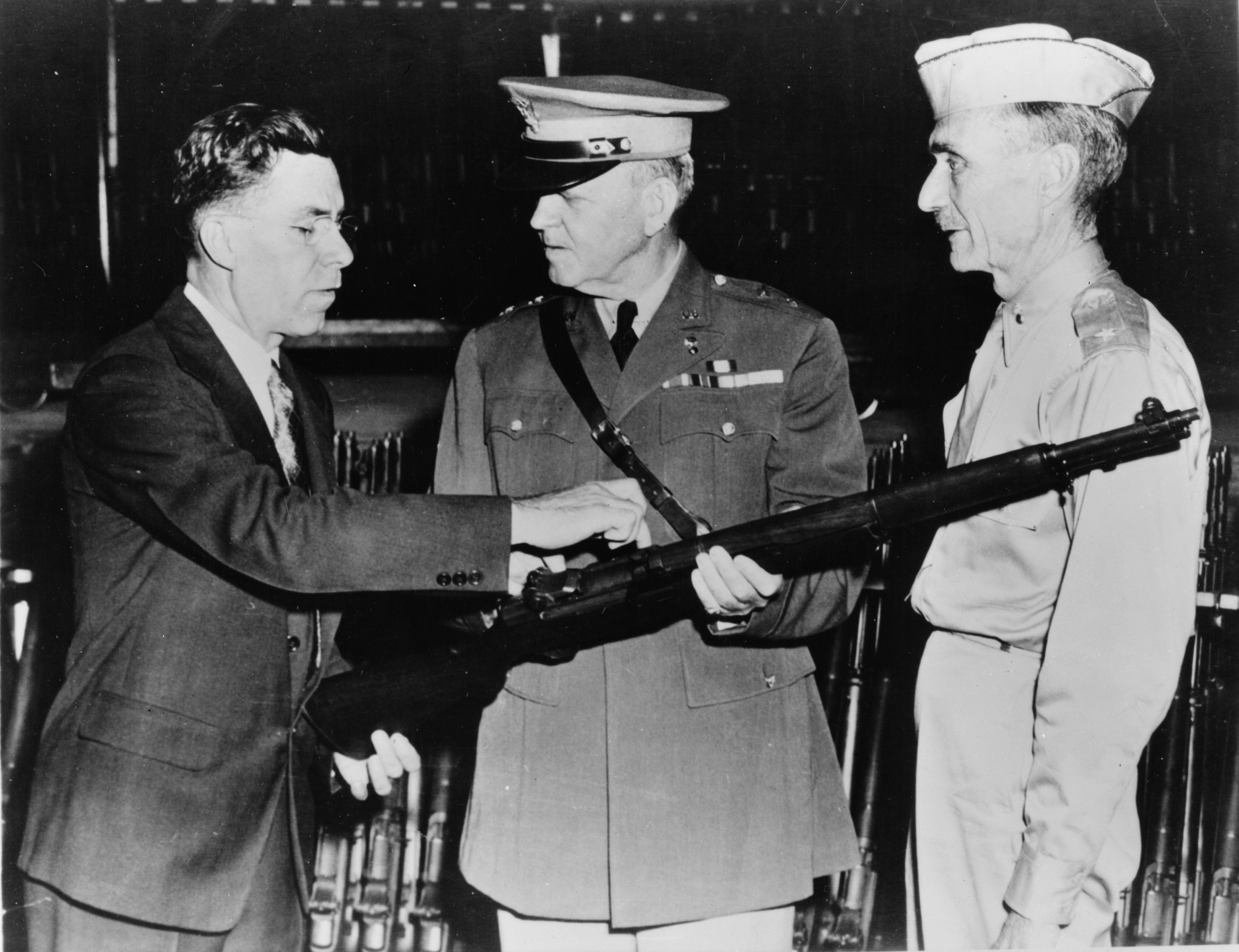
陸軍の将官にM1ガーランドの解説を行うジョン・ガーランド（左）

最初にアメリカ陸軍武器省が自動小銃の開発に着手し、スプリングフィールド造兵廠に設計要件の策定を命じたのは1909年のことである。続く数年間で多くの自動小銃が試作され、M1903小銃に自動装填機構を組み込んだものも複数あった。ほとんどは注目に値しないものと見なされたが、デンマーク出身のR・M・H・バン技師（R.M.H. Bang）の設計案は高く評価された。彼の名を取ってバン小銃（Bang rifle）と呼ばれた試作自動小銃は、1912年に武器科での性能試験が行われている。バン小銃はガス圧作動方式・回転ボルト方式の自動小銃で、試験自体は成功したものの、性能上の不安と過剰なコストが問題点として指摘されていた。以後、1914年末頃まではバン小銃の改良が進められた。
1914年から1918年までの第一次世界大戦では、フルオート射撃を行える自動火器のボルトアクション小銃に対する優位性が明確に示された。この戦訓のもと、各国ともフルオート射撃能力を有する重機関銃や自動小銃（現代の軽機関銃に相当）の配備を進めたが、一方で半自動小銃にはあまり関心が払われていなかった。半自動小銃自体は戦前から主に民生用市場で普及していたものの、.30-06弾などの軍用小銃弾は非常に強力なため、安定して射撃することが難しいと考えられていた。しかし、歩兵用小銃としての有用性を認めていたアメリカ陸軍武器省では、大戦末期頃からこの種の小銃に着目していた。
当時の新型半自動小銃に関する軍部からの要求は、「自動装填式、.25口径から.30口径の範囲で軍用に適した銃弾を使用（.30-06弾を使うことが望ましい）、単純かつ頑丈な構造を備え、生産性に優れること。平均的な兵士が手にする標準軍用小銃であることに留意すること」というものだった。
1918年6月、大戦中から標準局にて軽機関銃の改良を行っていたジョン・ガーランド技師が、マシンライフル（machine rifle）と称する設計案のプロトタイプを完成させた。この試作小銃が高く評価されたことで、1919年11月4日以降はスプリングフィールド造兵廠に雇用され、半自動小銃の設計に携わっていくこととなった。当初、ガーランドの自動小銃にはプライマー作動方式（primer-actuated）が組み込まれていた。1920年5月、ガーランドの設計したT1920、コルト製小銃、ベルティエ設計案（フランス製）、改良型バン小銃の4種の自動小銃による比較試験が行われたが、いずれの小銃も性能不十分とされた。翌1921年に行われた試験でも結論は変わらず、さらなる改良が進められた。そして1924年の試験において、前回の試験を踏まえて設計されたT1921が提出された。この試験を以って、ガーランドの自動小銃は新型半自動小銃の有力候補の1つと見なされるようになった。その後、1924年の試験を踏まえて細部を改良したT1924が設計された。
同時期、陸軍では.25レミントン弾を用いる民生用自動小銃の試験を行い、反動や過熱が起こりにくいという利点を認め、.30-06弾よりも低威力かつ小口径な新型銃弾の開発を模索し始めていた。これを受けて新型銃弾.276弾を提案したのが、レミントン社の製品や大戦中の秘密兵器ピダーセン・デバイスの設計に携わったジョン・ピダーセン技師である。彼が手がけたピダーセン自動小銃はガーランドの自動小銃と並行して開発されることとなり、1925年から1926年までの試験を経て仮名称T1が与えられた。1926年には、新式の.30 M1普通弾を使えるように改良されたガーランドの自動小銃に仮名称T3が与えられた。この際にプライマー作動方式が廃止され、一般的なガス圧作動方式が採用されている。1927年12月、武器省が.30-06弾を.276弾に更新する方針を発表したため、ガーランドは.276口径仕様への再設計を行った。1929年、半自動小銃委員会（Semiautomatic Rifle Board）が新設され、各種.276口径自動小銃の比較試験が行われたが、候補はすぐにピダーセンT1とガーランドT3の2つに絞られた。
ピダーセンT1とガーランドT3は共に一長一短があり、ガーランドT3は生産性に優れ、部品の互換性の高さが長所であった。また、弾薬に潤滑油を塗布する必要が無いこと、エンブロック・クリップに上下の区別が無く装填し易いことの2点は、T1と比較した際に特に有利な点とされた。最終的にはガーランドT3が優れていると判断され、ピダーセンとの契約は打ち切られた。.276口径のガーランド小銃には、改良を加えた上で仮名称T3E1（後にT3E2）が与えられた。一方、.30-06弾仕様のモデルも少数調達され、仮名称T1が与えられている。
試験運用を行った部隊でもガーランドT3E2および.276弾の評判は高く、本格的な調達も始まろうとしていた。しかし、1932年に陸軍総参謀長ダグラス・マッカーサー将軍が、既に大量の.30-06弾が備蓄されており、現時点の新型銃弾への移行は多大な混乱を引き起こす恐れがあると指摘し、また財政上の問題もあったことから、.276弾への更新は見送られることとなった。こうして仮名称T1に改良を加えたT1E1が設計され、試験および改良を経てT1E2となる。同年3月には試験運用のために80丁分のT1E2と生産設備の予備部品の調達が行われ、8月3日、名称が.30口径半自動小銃M1（Semi-Automatic Rifle, Caliber 30, M1）に改められた。1934年8月からは80丁のM1半自動小銃による性能評価および改良が繰り返し行われ、1936年1月9日に制式小銃として採用され、制式名称は.30口径小銃M1（U.S. Rifle, Caliber .30, M1）とされた。
当時、平時における軍用銃の需要不足と予算不足のため生産インフラの整備は遅々として進まず、以後数年に渡って生産の規模は非常に限られていた。1937年8月に最初の生産分がラインを出て、翌9月から出荷が始まったが、当初の生産ペースは1日あたり10丁ほどだった。1937年度の生産数は945丁のみで、1938年度は5,879丁だった。以後、生産ペースは少しずつ向上し、1938年3月には1日あたり20丁、1939年7月には1日あたり80丁となり、1940年1月には1日あたり200丁が生産されていた。また、1940年にはヨーロッパでの戦いの激化と太平洋の情勢緊張を背景に、ウィンチェスター・リピーティングアームズでも生産が始まった。1941年12月、真珠湾攻撃を経て太平洋戦争が勃発すると、M1ガーランドは優先順位が最も高い製品と位置づけられた。

### 改良

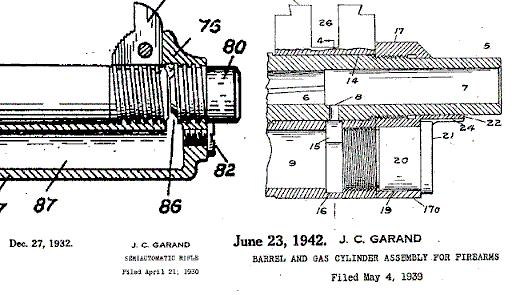
M1ガーランドの特許図の抜粋。右が新型、左が旧型のガスシステム。新型でもガスポートは施条部先端の先に設けられており、銃身の途中に横穴を加工することを避けている

元々の設計では、動作に必要な発射ガスを取り入れるためにガストラップ式と呼ばれるシステムを採用していた。これは銃口の先端に別部品のマズルプラグを取り付け、銃口から噴出してマズルプラグと銃口とのすき間に充満した発射ガスをガスシリンダーへ取り入れる仕組みで、他の方式より低い圧力のガスで動作させられるため、機関部への負荷が軽減されることが期待されていた。また銃身の施条部にガスポートを直接加工する必要が無く、銃身の精度や耐久性を担保できた。しかし、構造上ガスシリンダー部は銃身に一体化されておらず、全体を銃身先端にねじ込んだうえで、回り止めを兼ねた照星を取り付け、小さなボルト一本で固定された。そして先端のスロットに上からマズルプラグを差し込み、これも小さなボルト一本で固定された。こうした構造のため着剣時に強度の不安があったほか、照星が左右にズレることもあった。ボルトが脱落してマズルプラグの位置がずれると、発射された銃弾がマズルプラグ後面に衝突するおそれがあった。銃口とマズルプラグの間の清掃が困難で、マズルプラグの内腔で発射ガスの充満・急冷が繰り返されることによってススが発生・蓄積しやすい点も、動作の信頼性を損ねうる欠陥として指摘された。「7発目の弾づまり」（seventh-round stoppage）として知られる問題も多発した。この問題はエンブロック・クリップを銃へ挿入する際、一発目の弾薬が射手から見て右寄りになっている場合に発生した。試験運用向けに製造されたモデルでは発生しておらず、量産品に限った事象であった。エンブロック・クリップが挿入される開口部の側面には弾薬の位置を補正する突起が設けられているが、製造上の都合でこの突起が無い状態で加工されたことが原因であり、オーバーホール時に突起を溶接することで対処された。1939年10月26日、武器省はガストラップ式の廃止を要求した。1940年秋頃からこれらの欠陥を解消したモデルの出荷が始まった。
それ以外にも様々な改良が行われた。1937年時点では全ての部品に図面番号が割り振られていたが、やがて生産性を向上させるために省略されるようになった。1940年後半、クリーニングキットを収めるためのスペースが銃床内に設けられた。オペレーションロッドの形状も同時期に変更されている。初期型のガーランドも、定期的なオーバーホールの際に同様の改修が施された。

## 特徴

### エンブロック・クリップ

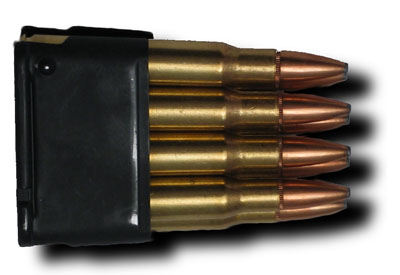
クリップ

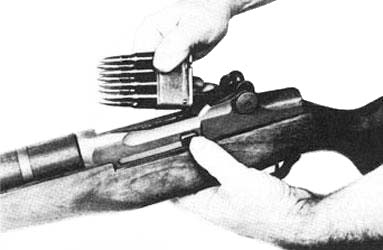
クリップを装填する様子

M1ガーランドの大きな特徴の1つが、エンブロック・クリップ装弾方式である。これは、8発の小銃弾薬を挿弾子（クリップ）に填めておき、銃のボルトを引き開けて上部からクリップごと差し込み装弾する方法である。発射し終わると、最終弾の排莢と同時にクリップも排出され、ボルトが後退位置で止まってホールドオープン状態となる。着脱式弾倉では空になった弾倉を外す操作を要するのに対して、このシステムはその必要が無く、即座に装填操作に移行できることになる。銃自体の装弾数は8発と少ないものの、再装填に掛かる時間そのものは着脱式弾倉よりシンプルで素早いシステムでもあった。
M1ガーランドの前身となる試作銃T1919は、ブローニングM1918自動小銃とよく似た着脱式の20連発箱型弾倉を備えており、続いて設計されたT1920も同様の着脱式箱型弾倉を備えていた。しかし、1921年2月1日に兵器委員会から示された新たな要件においては、固定式弾倉の方が好ましく、また装弾数は10発以下であることが求められた。これは新しい種類の銃を採用するにあたり、長らく主力小銃として使われてきたM1903小銃の設計からの逸脱を当局が嫌ったことに加え、10発連発以上の着脱式箱型弾倉は重すぎる、設計上高価になりうる上に損傷しやすい、伏せた状態での射撃が難しくなるなどと考えられたからだと言われている。そのため、T1920は固定式弾倉に改められ、続いて設計されたT1921も同様に固定式弾倉が組み込まれていた。エンブロック・クリップは、元々は次期主力小銃の選定の最中にジョン・ピダーセン技師が自らの設計案（ピダーセン自動小銃）に取り入れたアイデアで、これによって固定式弾倉が好ましいとする要件を満たしつつ、M1903小銃で使われていたストリッパー・クリップよりも素早い再装填が可能になるとされた。これが武器省に高く評価されたことで、ガーランド設計案でも同様の装填方法が採用されることになった。
この設計は、しばしば欠点としても指摘される。ボルトを後方へ固定するための独立した機構はないため、射撃途中に弾薬を一発ずつ追加装弾することが事実上不可能となっている。ボルトを手で後方へ保持しながら弾薬を追加装弾することは不可能ではないが、これを行うには両手操作が必要であり、射撃再開までに時間を要したり、機関部の異物障害の原因となるため、追加装弾は実際にはほとんど行われなかった。撃ち切っていない弾倉内のクリップを取り出すリリースボタンも、ボルトを引いた状態で操作しなければならず、やはり両手操作が求められた。そのため、戦闘の合間に新しい挿弾子を補充する意図で、弾倉内の残弾をわざと適当に撃ち尽くす「ムダ弾撃ち」がしばしば行われていた。また、装填時にボルトやオペレーティングロッドで手指を挟み潰す（「ガーランド・サム」）危険が常に伴った。
また、最終弾発射後には排莢と同時にクリップも排出されるが、その排出の際にクリップにより「ピーン」という甲高い金属音が発生する。これにより、敵に最終弾発射を知らせてしまうことを問題視する兵士もいた。ただし、実際にこの音が原因で死者が出たという記録は残されていない。

## 運用

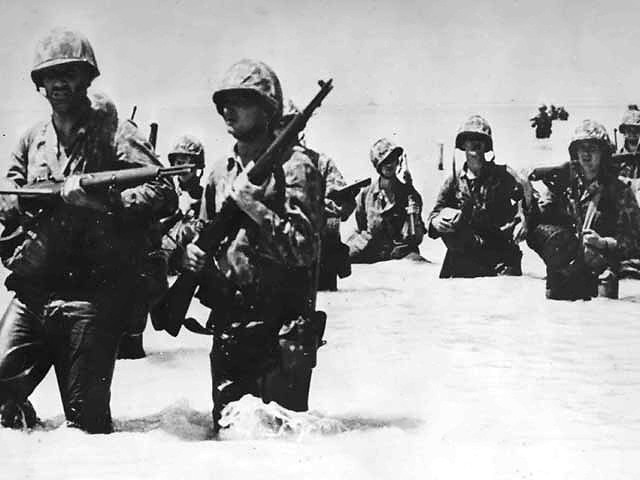
タラワに上陸する海兵隊員

1936年に採用された後、1937年にはスプリングフィールド造兵廠での生産が始まり、1938年から部隊への配備が始まった。第二次世界大戦を通じてアメリカ軍の主力歩兵銃として運用された。半自動小銃自体は各国で開発されていたものの、標準的な歩兵銃として配備することに成功したのはアメリカのみだった。
最初の実戦投入は、1941年12月に始まったフィリピンの戦いにおいてであった。ただし、ほとんどのアメリカ兵およびフィリピン兵はM1903小銃を支給されていた。1942年8月に始まったガダルカナル島の戦いでは、最初に上陸した海兵隊では依然としてM1903小銃が使われていたが、2ヶ月後の10月に上陸した陸軍部隊にはM1ガーランドが配備されていた。1942年11月の北アフリカ侵攻（トーチ作戦）に参加した陸軍部隊にも使用されている。ヨーロッパ戦線では、1942年8月のディエップの戦いに参加した陸軍レンジャー部隊（United States Army Rangers）が初めて使用した。
レンドリース法などに従い、アメリカと共に戦う連合各国にもM1ガーランドが供給された。1941年3月27日にはイギリスに対する供給が決定し、1942年6月までに38,001丁のM1ガーランドがイングランドへと送られた。これらのM1ガーランドにはイギリス軍で非標準装備を意味する赤い帯状の塗装が施されていたほか、銃床などにも刻印が行われていた。しかし、同時期にドイツ軍の英本土侵攻が頓挫したことで早急な配備の必要性が薄れたため、M1ガーランドは一部がホーム・ガードや空軍の基地警備隊に配備されるに留まり、大部分は配備されないままアメリカへと送り返された。1945年末までに、スプリングフィールドおよびウィンチェスターによって4,000,000丁以上のM1ガーランドが製造された。
1945年、終戦にともない新規調達が中止されたものの、1950年に勃発した朝鮮戦争の影響で備蓄分の装備が枯渇し始めたため、1951年から再生産が始まった。スプリングフィールドのほか、インターナショナル・ハーベスターおよびハーリントン＆リチャードソンでも生産が行われた。新しい生産ラインが構築されるまでは、在庫として残されていたM1C狙撃銃などの余剰部品を使ったM1ガーランドが製造された。1957年までに1,500,000丁のM1ガーランドが製造された。
第二次世界大戦中の1944年頃から、M1ガーランドにセレクティブファイア機能や着脱式箱型弾倉などを追加する改良計画が進められていた。その結果として設計されたのがM14小銃である。1957年、M1ガーランドだけではなく、アメリカ軍における標準的な歩兵用小火器、すなわちM1/M2カービン、M3/M3A1短機関銃、M1918自動銃の全てを同時に更新する装備としてM14が採用された。

## 派生型

### 狙撃銃

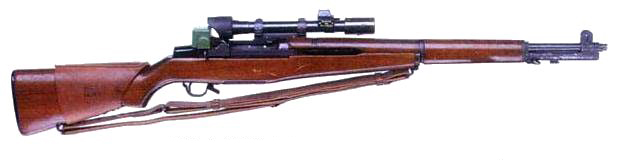
M1C（M84 スコープ付き）

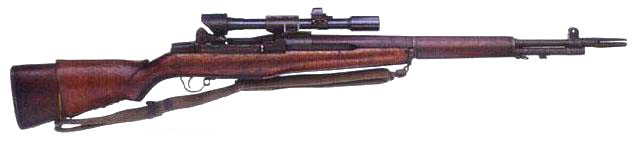
M1D（M84 スコープ、T37消炎器付き）

1941年12月の真珠湾攻撃の時点で、アメリカ軍は狙撃銃を制式採用していなかった。開戦後、M1ガーランドの狙撃銃仕様を求める声が大きくなっていたが、従来のボルトアクション小銃のように機関部真上にスコープを取り付ける事が構造上不可能で、プリズム型スコープなど様々な解決方法が模索された。1943年には暫定的な措置として、M1903A3小銃を原型としたM1903A4狙撃銃（U.S. Rifle, Caliber .30, M1903A4, Snipers）が制式採用された。M1903A4はM1ガーランド狙撃銃仕様の開発の遅れも相まって、大戦を通じて広く配備されることとなる。
最終的には機関部の左側面にオフセットしたスコープマウントを、また銃床にチークパットを取り付けるデザインが最適と判断された。これに従ってGriffin & Howe社が設計したM1E7は、マウントベースを取り付けるためのネジ穴を機関部に設けた以外には、基本的に変更が加えられていなかった。1944年7月27日、M1E7はM1C狙撃銃（U.S. Rifle, Cal. .30, M1C, Snipers）として制式採用された。一方、ジョン・ガーランド自身が手がけたM1E8は、銃身後部にマウントベースが直接組み込まれており、素早くスコープを取り外すことができる構造になっていた。M1E8はM1D狙撃銃（U.S. Rifle, Cal. .30, M1D, Snipers）として採用された。ただし、M1Dは準制式（Substitute Standard）と位置づけられ、主に調達されたのはM1Cだった。
1944年10月、M1C向けにM72スコープが採用される。これは市販されていたレイマン社（Lyman Co.）製のアラスカン型全天候型スコープを制式採用したものである。M72に対物レンズ側の日避けなどの改良を加えたのがM81スコープで、倍率は2.2倍だった。その後、さらに改良を加えたM82が採用されている。1945年1月25日、狙撃手用の消炎器としてM2消炎器（Hider, Flash, M2）が採用された。M2消炎器は着剣装置を用いて固定した。終戦後に開発されたT37消炎器もあったが、いずれも効果が限られており、射撃精度にも悪影響を及ぼすとして広くは使用されなかった。
当初、M1Cは21,158丁調達される予定だったが、狙撃銃という性質上、高い精度での部品製造や組立が求められたため、終戦までの調達数は7,971丁に留まっていた。M1Cは太平洋戦争末期から朝鮮戦争頃まで使用されたが、1951年頃からは実戦を通じてM1Dの方が優れた設計と考えられるようになった。以後、M1Dの本格的な製造と調達が始まり、退役したM1CはM1ガーランドに再改修された後、友好国への軍事援助などに用いられた。また、朝鮮戦争中には海兵隊の要望を受け、M1Cにコルモーゲン・オプティクス社（Kollmorgen Optical Co.）製の4倍スコープを取り付けたUSMC 1952狙撃銃（USMC 1952 Sniper’s Rifle）が開発されている。

### タンカー・ガーランド
M1ガーランドの短小銃モデルとして試作されたM1E5およびT26は、戦車兵用を意味するタンカー（Tanker）の通称で知られる。ただし、実際には小型火器を求める空挺隊員や、ジャングルの特殊な環境の中で戦う兵士の要望にもとづいて設計されたと言われている。
1943年頃から各戦線にてM1ガーランドのカービンモデルを求める声が上がり始め、1944年1月には第93歩兵師団にて試作された短小銃の性能試験が行われ、その結果を受けてスプリングフィールド造兵廠にて短小銃の開発が始まった。数ヶ月後に設計されたM1E5は24インチから18インチまで短縮した短銃身、開発者ガーランドが提案した金属製の折畳式銃床を備えていた。その後の性能試験を受けて折畳式のピストルグリップも追加された。短銃身化による射撃精度への直接の影響は少なかったものの、大きな銃声や発砲炎、反動が問題視され、新たなマズルブレーキを設計する必要があるとされたほか、銃床も強度や構えやすさに問題があるとされた。結局、並行して開発されていたT20ライフルに人員を集中させるため、M1E5の計画は放棄された。M1E5は1丁のみがテスト用に製造された。
同年秋、太平洋戦線委員会（Pacific Warfare Board, PWB）の指令により、少数のM1ガーランドが短小銃に改造された。この際の改造は各部隊にて手作業で行われた。太平洋戦線ではジャングルが戦場となることも多く、M1カービンよりも強力で「ブラッシュ・カッティング」（brush cutting, 生い茂った草木を安定して貫通する能力）に優れた短小銃が求められていたのである。これらは第6軍指揮下の部隊や第503落下傘歩兵連隊に配備され、戦線各地にて実戦試験が行われた。その後、PWBは試験結果と共に改造短小銃をサンプルとして本国に送り、本格的な短小銃の設計を行うよう求めた。これを受けたスプリングフィールド造兵廠が開発したT26は、固定銃床を備えるほかはM1E5とほとんど同一の設計だった。問題点も変わらず、銃声、発砲炎、反動がM1ガーランドに比べて非常に大きかった。2丁のT26が1945年7月に試作され、その後15,000丁が製造される予定だったが、8月には日本が降伏して太平洋戦争が終結したため、計画そのものが放棄された。PWBはM1ガーランド150丁の改造を命じていたものの、本国からの評価と連絡を待つ必要があったため、計画放棄までに完了はしていなかったと見られ、現存品は少ない。
結局、M1E5およびT26は極めて少数しか製造されなかったが、M1ガーランドのカービンモデルというアイデアは、後に民生用銃器市場で蘇ることになる。1960年代初頭、一部の民間事業者が放出された軍用銃の余剰部品（溶断された部品を含む）の取り扱いに着手した。その中の1人、ロバート・E・ペニー・ジュニア（Robert E. Penney, Jr.）は、入手した余剰部品に加え、復元した溶断部品を用い、民間市場向けにM1ガーランドを中心とするライフルの販売を開始した。そしてかつて試作された短小銃の存在を知っていたペニーは、新製品としてこれを模したライフルを作り、戦車兵用短小銃という印象を与えるタンカー・ガーランド（Tanker Garand）なるニックネームを与えたのである。当時、民間人にとって本物のM1ガーランドの入手は極めて困難だったので、タンカーを含む復元銃の売れ行きは好調だった。部品の新造には膨大な費用がかかるため、余剰部品のの枯渇と共にペニーは復元銃の販売を中止して会社を売却した。しかし、他の企業等でも類似製品の製造が行われており、短小銃化されたM1ガーランドを指すタンカーという誤ったニックネームが広まっていった。

### M14

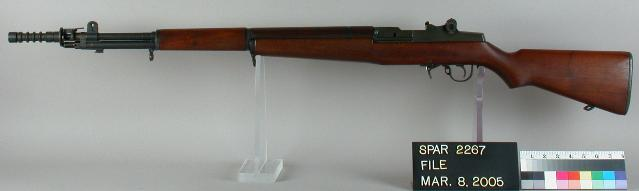
T20E2

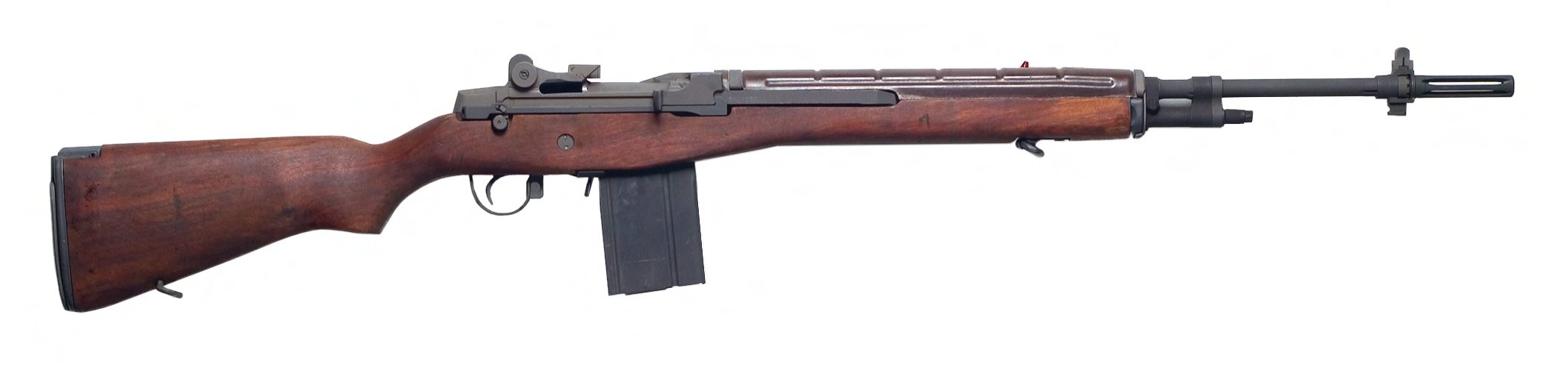
M14

第二次世界大戦中の1944年頃から、M1ガーランドにセレクティブファイア機能や着脱式箱型弾倉などを追加する改良計画が進められていた。多くの設計者がこの計画に参加し、多数の設計案が試作された。そのうち、M1ガーランドの設計者であるガーランド自身が手がけたモデルがT20である。性能試験の後に改良を加えたモデルがT20E2で、1945年には100,000丁の調達が予定されたものの、まもなくして日本の降伏により第二次世界大戦が終結したため、実際の製造数は100丁程度に留まった。
その後もT20E2をベースに設計が進められ、1957年にはM14として制式採用されることとなった。M1ガーランドと比較すると、使用弾が7.62x51mm NATO弾に改められているほか、着脱式箱型弾倉を採用し、フルオート射撃が可能になった。M14の派生型として、民生型のM1A、狙撃銃型のM21などが存在する。ベトナム戦争中にM16自動小銃に更新された。

### Mk 2
M14とM60機関銃の採用によってアメリカ軍の標準小銃弾は7.62x51mm NATO弾へと移行したが、いくつかの問題からM14の生産に遅れが出ていたため、一部の部隊では引き続きM1ガーランドが使用された。陸軍武器省ではM14の不足を補うため、M1ガーランドを7.62x51mm弾仕様に改造することを提案したが、陸軍および海兵隊ではこれに反対し、M14が十分供給されるまでは.30-06弾仕様のM1ガーランドをそのまま使う方針を取った。一方、海軍では主要武装ではないこともあって、陸軍や海兵隊に比べて装備更新時の優先度が低く、当面M14が配備されないことが明らかだった。そのため、7.62x51mm弾仕様のM1ガーランドを調達する方針を選んだのである。1959年、ペンシルベニア州のヨーク海軍兵器廠にて7.62x51mm弾仕様M1ガーランドの設計が始まった。1964年、スプリングフィールド造兵廠が海軍の要求に従った7.62x51mm弾仕様M1ガーランドを試作し、仮名称M1E14を与えた。M1E14の性能試験の結果は芳しいものではなかったが、海軍はこの計画をさらに推し進めていった。その後、7.62x51mm弾仕様M1ガーランドには海軍式の命名規則が適用され、例えばMK 2 MOD 0（バレルブッシングを取り付けたモデル）、MK 2 MOD 1（新型銃身を取り付けたモデル）などと呼ばれるようになった。設計が難航したこともあり、MK 2シリーズは比較的少数しか使用されず、M14やM16に更新されるまで.30-06弾仕様のまま使われたM1ガーランドも多かった。

### 四式自動小銃

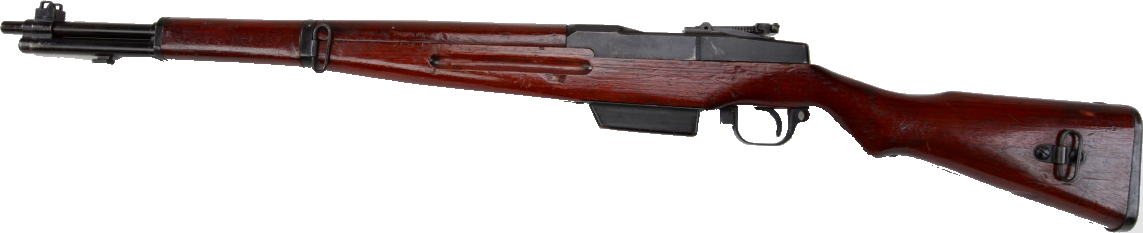
四式自動小銃

日本軍によるコピー。「五式」だったとも言われる。

### BM59

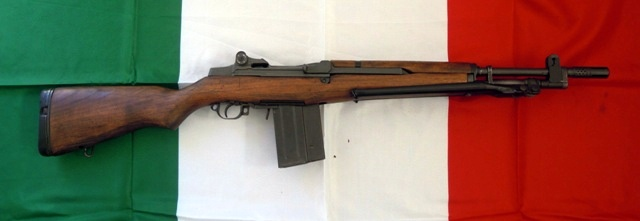
BM59

第二次世界大戦後のイタリアにて、M1ガーランドを改造する目的で開発された自動小銃。着脱式箱型弾倉を使用する。M14に類似するが設計は別物で、BM59はM1ガーランドの基本構造を受け継いでいる。

## オプション
M7グレネードランチャーを装着することで、22mmライフルグレネードを発射することができる。ソケット型のアダプターで、銃身先端にかぶせ、銃剣固定用の金具に固定する。使用に先立って、ガスプラグを専用のものに交換しておく必要があった。これは通常時には標準型ガスプラグと同じセミオート射撃を行え、M7グレネードランチャーを装着するとガスチューブへのガス流入を遮断できた。
グレネードを発射するときには、一発だけ空包を装填する必要がある。
M1ガーランドの銃剣には、M1905E1・M1942・M1・M5が対応している。

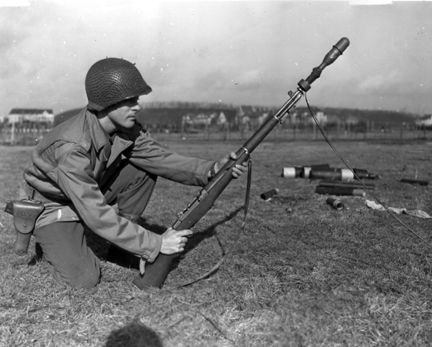
M1ガーランドに装着された小銃擲弾
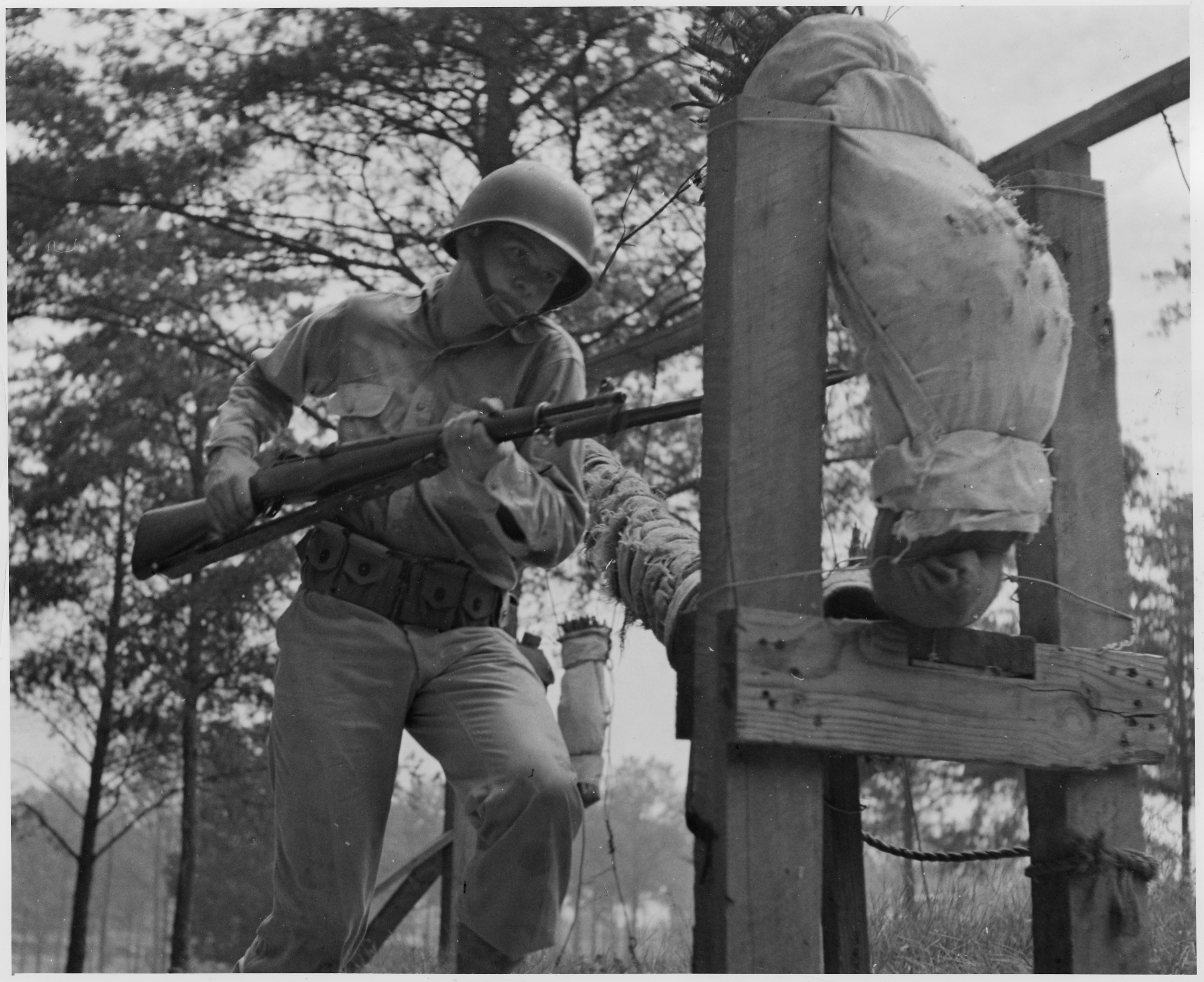
M1ガーランドに銃剣を装着して仮標を刺突するアメリカ兵

## 主力装備として採用された主な国、組織
- アメリカ合衆国 - アメリカ軍で使用。
- 日本 - 警察予備隊及びその後継の自衛隊で使用。1951年からM1カービンに次いで供与開始[17]。自衛隊では「M1小銃」と呼び習わしていた。一線を退いた後も儀仗用として長らく使用されていたが、2018年にこれを更新する豊和工業製の新型儀仗銃が調達された。2019年5月22日、日本・シンガポール防衛省会談の際の栄誉礼・儀仗にて、初めて新型儀仗銃が使用された[18]。

| 先代 U.S.M1カービン | 自衛隊制式小銃 1951-現在 | 次代 64式7.62mm小銃 |

- 中華民国 - 中華民国国軍で使用。現在でも儀仗用として運用中。
- 韓国 - 大韓民国国軍で使用。現在でも儀仗用として運用中。
- ベトナム共和国 - ベトナム共和国軍で使用。これらはサイゴン陥落後、南ベトナム共和国およびベトナム民主共和国（北ベトナム）による接収を経てベトナム社会主義共和国（統一ベトナム）へと継承された。最終的に大半のM1は金属スクラップとして海外へ輸出されたが、一部は自国軍に留め置かれており、2019年の時点でも自衛民兵（ベトナム語: Dân quân tự vệ、DQTV）への配備が確認されている[19]。
- オーストリア - オーストリア連邦軍で使用。
- ドイツ - ドイツ連邦軍で使用。
- イタリア - 戦後のイタリア軍で使用。M1を原型として開発された国産小銃のBM59に更新された。
- ソビエト連邦 - ソビエト連邦軍が第二次世界大戦中の米軍による武器供与にて入手したものを使用。

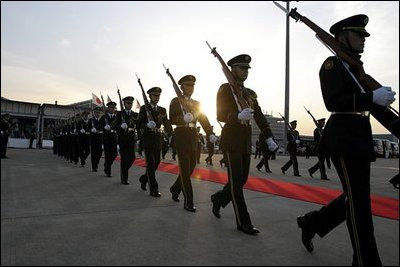
陸上自衛隊第302保安警務中隊（2004年）
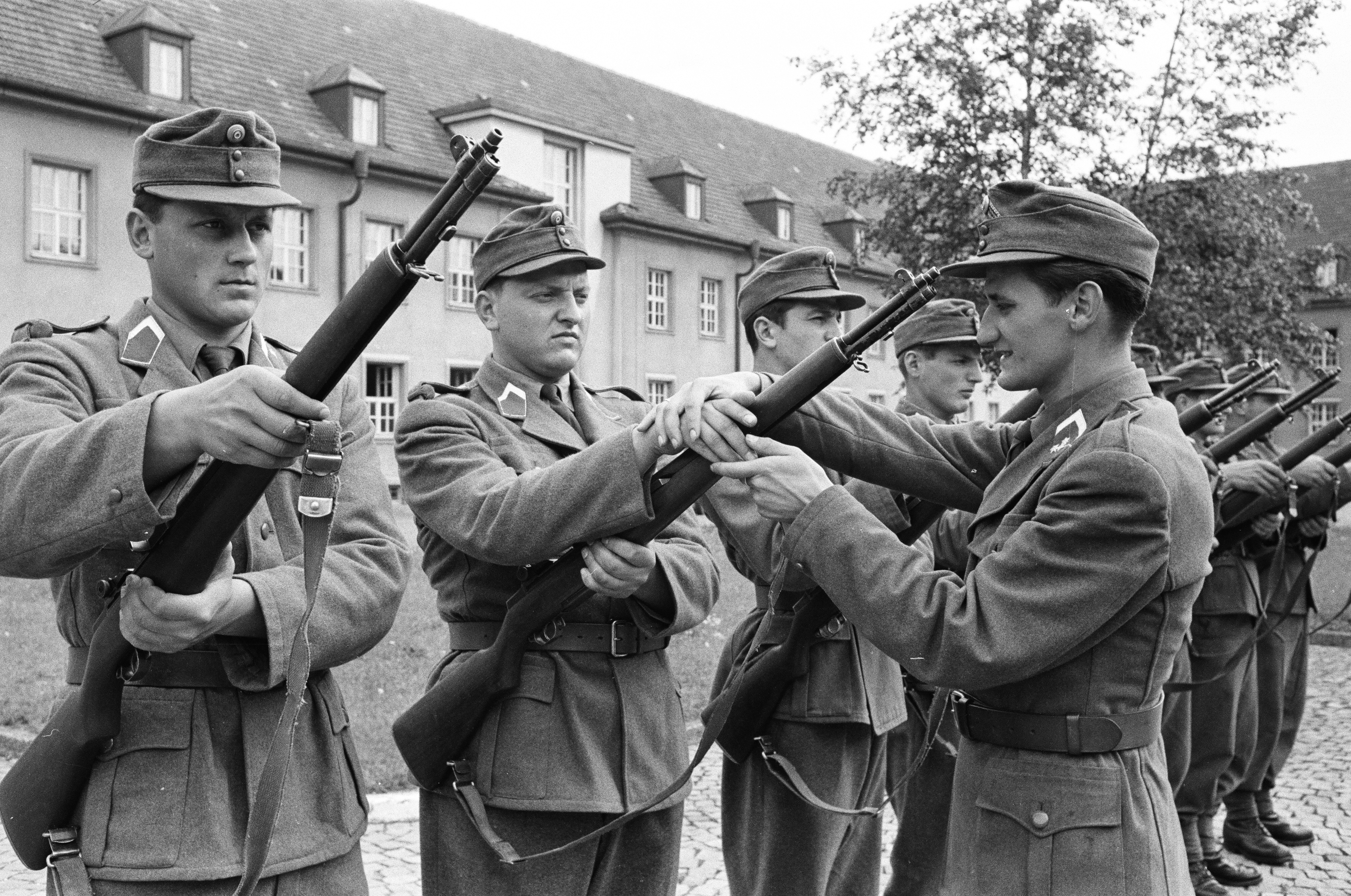
訓練中のオーストリア軍兵士
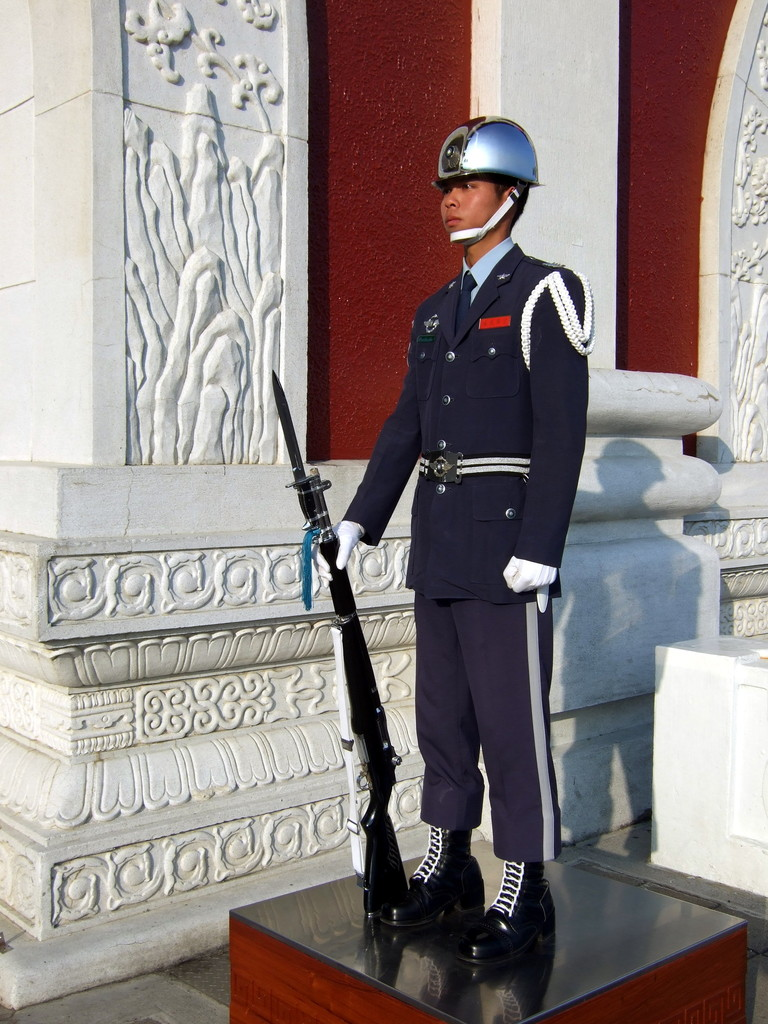
国民革命忠烈祠に立つ台湾空軍の歩哨（2008年）
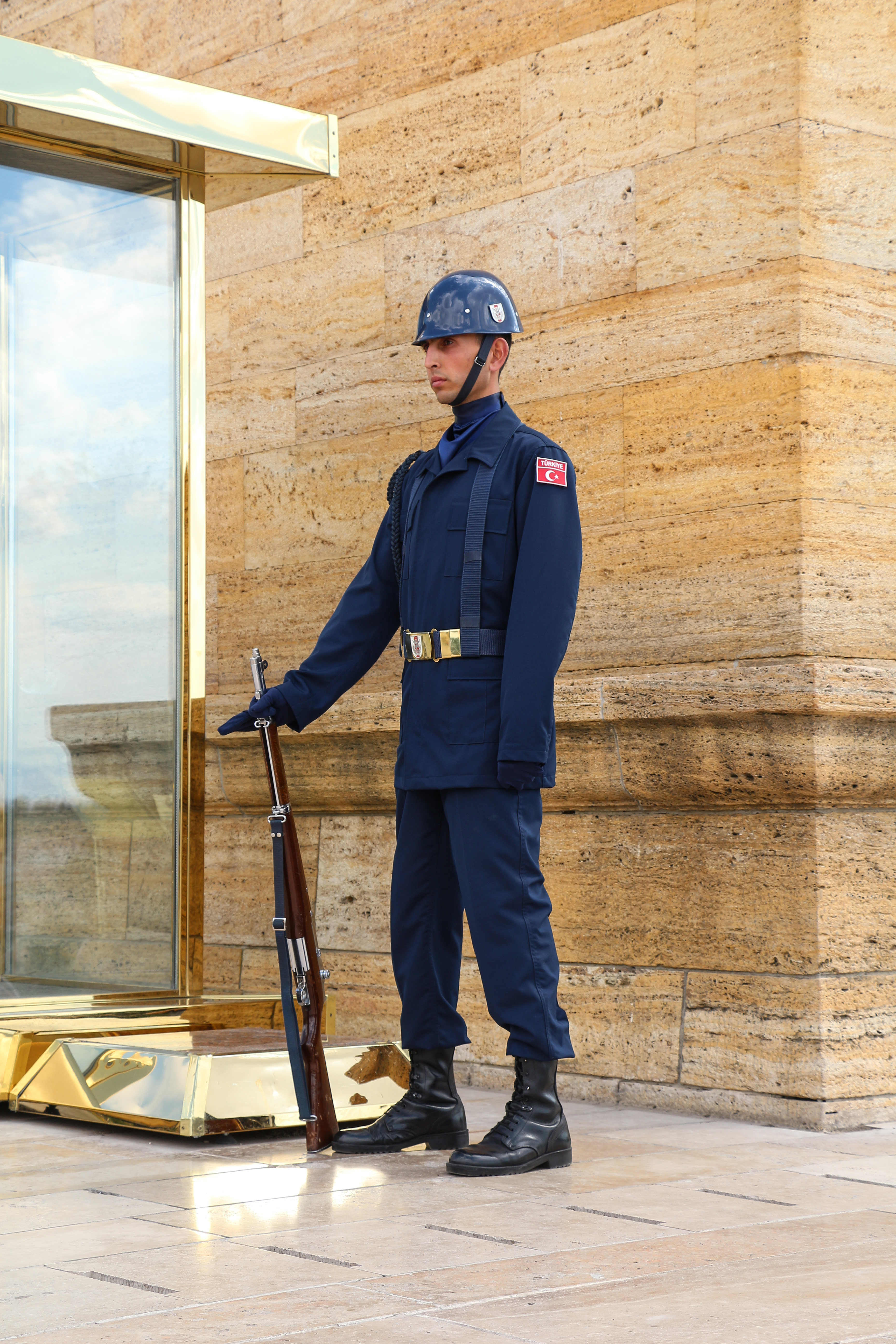
アタテュルク廟に立つトルコ軍の歩哨（2014年）